# Centri eruttivi di Io
Segue una lista dei centri eruttivi presenti sulla superficie di Io. La nomenclatura di Io è regolata dall'Unione Astronomica Internazionale; la lista contiene solo formazioni esogeologiche ufficialmente riconosciute da tale istituzione.
I centri eruttivi di Io portano i nomi di divinità o eroi connessi al fuoco, al sole, ai fulmini o ai vulcani nei miti di varie culture.

## Prospetto
| Centro eruttivo | Eponimo                                                                                          | Latitudine | Longitudine | Diametro  |
| --------------- | ------------------------------------------------------------------------------------------------ | ---------- | ----------- | --------- |
| Amirani         | Amirani - Personaggio della mitologia caucasica che diede all'umanità la forgiatura dei metalli. | 25,02° N   | 115,18° W   | 415,23 km |
| Kanehekili      | Kanehekili - Dio del tuono nella mitologia hawaiana.                                             | 17,46° S   | 33,36° W    | 0 km      |
| Loki            | Loki - Divinità della mitologia norrena, inventore di tecniche, collegato al fuoco.              | 18,41° N   | 302,58° W   | 0 km      |
| Marduk          | Marduk - Divinità mesopotamica appellato come giovane toro del dio Sole.                         | 29,64° S   | 209,9° W    | 370,15 km |
| Masubi          | Homusubi - Dio giapponese del fuoco.                                                             | 50,29° S   | 57,3° W     | 509,1 km  |
| Maui            | Maui - Semidio della mitologia hawaiana che frenò il Sole.                                       | 19,69° N   | 122,28° W   | 109,89 km |
| Pele            | Pele – Divinità del fuoco e dei vulcani nella mitologia hawaiana.                                | 18,71° S   | 255,28° W   | 0 km      |
| Prometheus      | Prometeo - Personaggio della mitologia greca che rubò il fuoco agli dei per donarlo agli uomini. | 1,52° S    | 153,94° W   | 438,79 km |
| Surt            | Surtr - Gigante del fuoco nella mitologia norrena.                                               | 45,37° N   | 337,21° W   | 0 km      |
| Thor            | Thor - Dio del tuono nella mitologia norrena.                                                    | 39,2° N    | 133,12° W   | 240,3 km  |
| Tonatiuh        | Tonatiuh - Dio del sole nella mitologia azteca.                                                  | 52° N      | 77° W       | 0 km      |
| Volund          | Volundr - Fabbro degli dei nella mitologia norrena.                                              | 29,33° N   | 171,75° W   | 427,26 km |
| Xihe            | Xihe - Dea madre del Sole nella mitologia cinese. Denominato Shen Yi fino al 4 agosto 2023.      | 55° S      | 290° W      | 0 km      |
| Zamama          | Zamama - Dio del Sole nella mitologia babilonese.                                                | 18,7° N    | 172,29° W   | 198 km    |

## Prospetto della nomenclatura abolita
| Centro eruttivo | Eponimo                                          | Latitudine | Longitudine | Diametro | Motivazione |
| --------------- | ------------------------------------------------ | ---------- | ----------- | -------- | --- |
| Shen Yi         | Shen Yi - Arciere divino nella mitologia cinese. | 55° S      | 290° W      | 0 km     | Rinominato Xihe il 4 agosto 2023 in quanto il soggetto eponimo non corrispondeva alle convenzioni di denominazione. |